# Sarin (stjärna)
Sarin eller Delta Herculis (δ Herculis, förkortat Delta Her, δ Her) som är stjärnans Bayerbeteckning, är belägen i mitten av stjärnbilden Herkules. Den har en skenbar magnitud på 3,126 och är synlig för blotta ögat och den tredje ljusaste stjärnan i Herkules. Baserat på parallaxmätningar i Hipparcosuppdraget beräknas den befinna sig på ett avstånd av 75 ljusår (23 parsek) från solen.

## Nomenklatur
Delta Herculis har det traditionella namnet Sarin.  År 2016 organiserade Internationella astronomiska unionen en arbetsgrupp för stjärnnamn (WGSN) med uppgift att katalogisera och standardisera riktiga namn för stjärnor. WGSN fastställde namnet Sarin för den här stjärnan den 12 september 2016 och det ingår nu i IAU:s Catalog of Star Names.
I stjärnkatalogen i kalendern Al Achsasi al Mouakket benämndes den här stjärnan som Menkib al Jathi al Aisr, som översattes till latin som Humerus Sinister Ingeniculi, vilket betyder "den knäböjande mannens vänstra axel".

## Egenskaper
Sarin är ett komplext stjärnsystem som består av minst två stjärnor och möjligen så många som fem. Huvudstjärnans spektrum anger att den är huvudseriestjärna av spektralklass A3IV. Underjätten har en effektiv temperatur på ca 9 600 K, och utsänder från sitt ytterskikt ca 18 gånger mer energi än solen. 